# 直接水素化ホウ素燃料電池
直接水素化ホウ素燃料電池(Direct borohydride fuel cell DBFC)は、燃料として水素を経由せず水素化ホウ素ナトリウムまたは水素化ホウ素カリウムを直接利用し、酸化剤として空気/酸素または過酸化水素を用いるアルカリ電解質形燃料電池の一種である。DBFCは、現在開発段階にある比較的新しいタイプの燃料電池である。近年、固体高分子形燃料電池（PEMFC）に匹敵する出力密度を持ちながら、2倍の電圧で動作するDBFCが報告されている。

## 反応
水素化ホウ素ナトリウムは水素貯蔵媒体としても利用できる。
{\displaystyle {\ce {NaBH4 + 2H2O -> NaBO2 + 4H2}}}
直接水素化ホウ素燃料電池は、水素化ホウ素を直接分解・酸化するため、よりシンプルで、エネルギー効率も若干高くなる。
カソード（陰極）: {\displaystyle {\ce {2O2 + 4H2O + 8e- -> 8OH-}}} {\displaystyle (E^{0}=+0.4V)}
アノード（陽極）: {\displaystyle {\ce {NaBH4 + 8OH- -> NaBO2 + 6H2O + 8e-}}}{\displaystyle (E^{0}=-1.24V)}
全体 {\displaystyle E^{0}=+1.64V}
水素/酸素の理論起電力1.23Vより若干高く、このため水素を使った燃料電池より高出力・高効率・低コストが期待できる
まとめると
{\displaystyle {\ce {NaBH4 + 2O2 -> NaBO2 + 2H2O +}}} 電力
DBFCは70℃で動作する。

## 長所
DBFCは、高価な白金触媒を必要としないため、従来の燃料電池よりも安価に製造することが可能である。また、出力密度も高い。DBFCは動作電圧が高いため、定格電圧を得るために必要なスタック内のセル数（直列回路）を減らすことができ、スタックコストを減らせて低コストになる。
水素化ホウ素ナトリウムは常温常圧で固体の粉末、あるいは水溶液であり、常温で気体の水素より遥かに保存・運搬が簡単である。

## 短所
最大の問題は使用後の酸化ホウ素ナトリウムをどう再利用するかである。
- 無害・無尽蔵の水と違って道端に投棄するわけにも行かないので回収が必要
- 一般的な燃料と異なり、酸素を吸うことで燃料を使うほど機体が重くなる
- 安価なリサイクル方法が確立されていない。マグネシウムを用いて還元する方法が提案されているが手間がかかる上酸化マグネシウムをマグネシウムに還元するのもまた手間がかかりエネルギー効率も高くない[3][5]。